# Kommunalwahlen in Estland 2013
Die Kommunalwahlen in Estland 2013 fanden am 20. Oktober 2013 statt. Gewählt wurden die Organe der örtlichen Selbstverwaltungen, darunter auch die Gemeinderäte und Bürgermeister. Es waren insgesamt 2.951 Mandate zu vergeben. Der Wahlturnus ist im Vierjahresrhythmus geregelt.

## Teilnehmer
Zu den Wahlen traten an:
- 6 Parteien
- 101 Unabhängige Kandidaten
- 292 Wahlbündnisse von Bürgern

## Landesweites Ergebnis

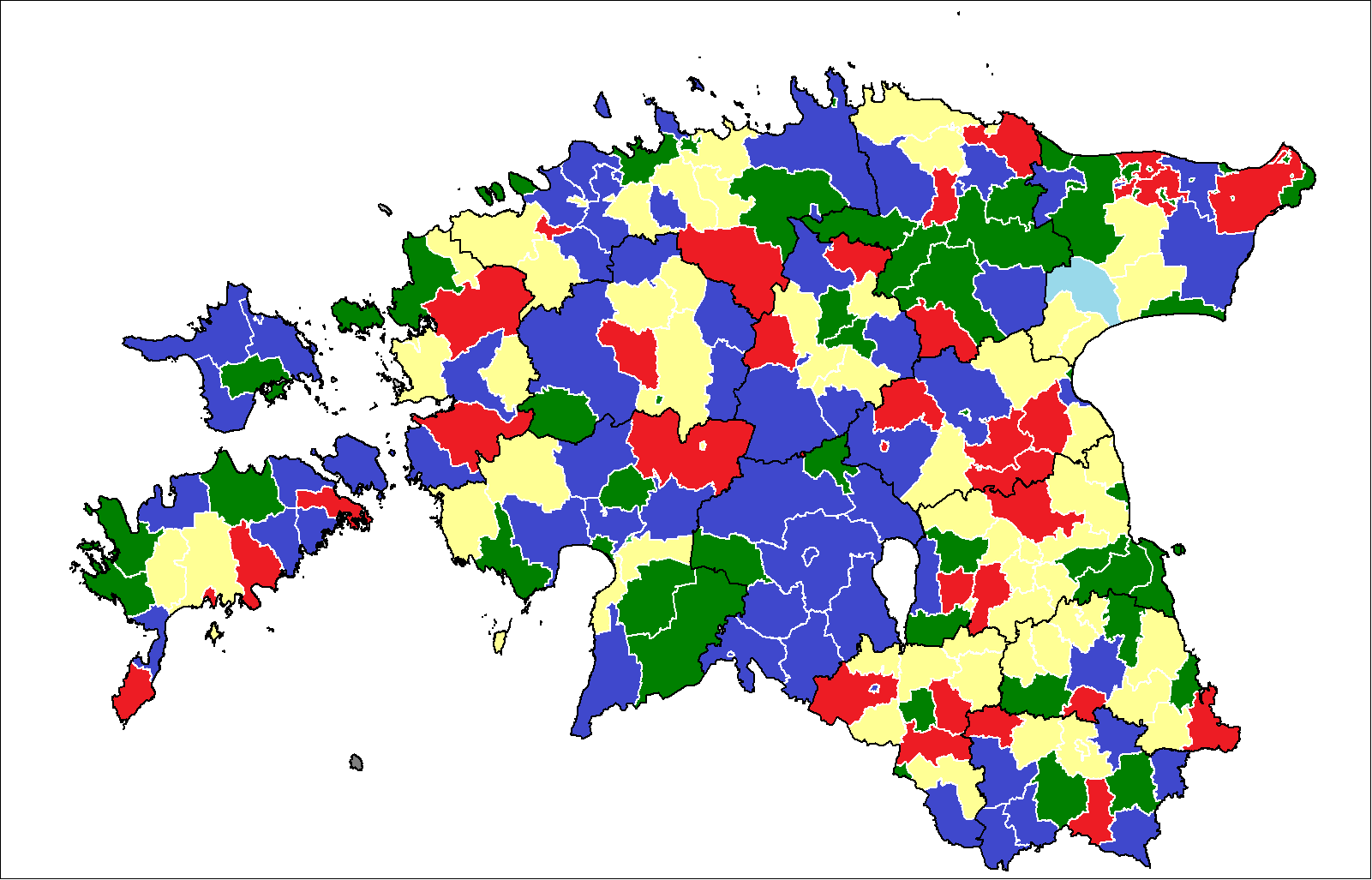
Führende Parteien nach Städten und Gemeinden:
Estnische Reformpartei
Estnische Zentrumspartei
Pro-Patria- und Res-Publica-Union
Sozialdemokratische Partei
Estnische Konservative Volkspartei

Als Wahlsieger ging die Estnische Zentrumspartei mit leichten Stimmengewinnen im Vergleich zur letzten Wahl hervor.
|                                       | Estnische Zentrumspartei (K)              | 199.876   | 31,9  | +0,4 |
|                                       | Unabhängige / Wahlbündnisse von Bürgern   | 144.964   | 23,4  | −3,9 |
|                                       | Pro-Patria- und Res-Publica-Union (IRL)   | 107.780   | 17,2  | +3,3 |
|                                       | Estnische Reformpartei (RE)               | 85.850    | 13,7  | −3,0 |
|                                       | Sozialdemokratische Partei (SDE)          | 78.493    | 12,5  | +5,0 |
|                                       | Estnische Konservative Volkspartei (EKRE) | 8.337     | 1,3   | Neu  |
|                                       | Vereinigte Linkspartei Estlands (EÜVP)    | 36        | 0,0   | Neu  |
| Gesamt                                | Gesamt                                    | 625.336   | 100,0 | –    |
| Gültige Stimmen                       | Gültige Stimmen                           | 625.336   | 99,3  | ±0,0 |
| Ungültige Stimmen                     | Ungültige Stimmen                         | 4.714     | 0,7   | ±0,0 |
| Wahlbeteiligung                       | Wahlbeteiligung                           | 630.050   | 58,0  | −2,6 |
| Nichtwähler                           | Nichtwähler                               | 456.885   | 42,0  | +2,6 |
| Wahlberechtigte                       | Wahlberechtigte                           | 1.086.935 |       |      |
| Quelle: Staatliche Wahlkommission VVK |                                           |           |       |      |